# Knipowitschia croatica
Knipowitschia croatica é uma espécie de peixe da família Gobiidae.
Pode ser encontrada nos seguintes países: Bósnia e Herzegovina e Croácia.
Os seus habitats naturais são: rios intermitentes, nascentes de água doce e sistemas cársticos interiores.
Está ameaçada por perda de habitat.